# Myrmeleon immanis
Myrmeleon immanis är en insektsart som beskrevs av Walker 1853. Myrmeleon immanis ingår i släktet Myrmeleon och familjen myrlejonsländor. Inga underarter finns listade i Catalogue of Life.